# Comprensió del llenguatge natural
La comprensió del llenguatge natural (amb acrònim anglès NLU) o la interpretació del llenguatge natural (amb acrònim anglès NLI) és una funcionalitat dins l'àmbit del processament del llenguatge natural en intel·ligència artificial que tracta de la comprensió lectora automàtica. La comprensió del llenguatge natural es considera un problema difícil d'IA.
Hi ha un interès comercial considerable en el camp a causa de la seva aplicació al raonament automatitzat, traducció automàtica, resposta a preguntes, recopilació de notícies, categorització de text, activació de veu, arxivament i anàlisi de contingut a gran escala.
El programa STUDENT, escrit el 1964 per Daniel Bobrow per a la seva tesi doctoral al MIT, és un dels primers intents coneguts de comprensió del llenguatge natural mitjançant un ordinador. Vuit anys després que John McCarthy empra el terme intel·ligència artificial, la dissertació de Bobrow (titulada Entrada de llenguatge natural per a un sistema de resolució de problemes informàtics) va mostrar com un ordinador podia entendre una entrada senzilla de llenguatge natural per resoldre problemes de paraules àlgebra.
Un any més tard, el 1965, Joseph Weizenbaum del MIT va escriure ELIZA, un programa interactiu que feia diàlegs en anglès sobre qualsevol tema, el més popular era la psicoteràpia. ELIZA va treballar mitjançant l'anàlisi simple i la substitució de paraules clau en frases enllaunades i Weizenbaum va esquivar el problema de donar al programa una base de dades de coneixement del món real o un lèxic ric. No obstant això, ELIZA va guanyar una popularitat sorprenent com a projecte de joguina i es pot veure com un precursor molt primerenc dels sistemes comercials actuals com els utilitzats per Ask.com.
El 1969, Roger Schank de la Universitat Stanford va introduir la teoria de la dependència conceptual per a la comprensió del llenguatge natural. Aquest model, influenciat parcialment pel treball de Sydney Lamb, va ser utilitzat àmpliament pels estudiants de Schank a la Universitat Yale, com Robert Wilensky, Wendy Lehnert i Janet Kolodner.
A les dècades de 1970 i 1980, el grup de processament del llenguatge natural de SRI International va continuar la recerca i el desenvolupament en aquest camp. Es van dur a terme una sèrie d'esforços comercials basats en la investigació, per exemple, l'any 1982 Gary Hendrix va formar Symantec Corporation originalment com a empresa per desenvolupar una interfície de llenguatge natural per a consultes de bases de dades en ordinadors personals. Tanmateix, amb l'arribada de les interfícies gràfiques d'usuari impulsades amb el ratolí, Symantec va canviar de direcció. Al mateix temps es van iniciar una sèrie d'altres esforços comercials, per exemple, Larry R. Harris a la Artificial Intelligence Corporation i Roger Schank i els seus estudiants a Cognitive Systems Corp. El 1983, Michael Dyer va desenvolupar el sistema BORIS a Yale que tenia similituds amb el treball de Roger Schank i WG Lehnert.